# Nico Perrone
Nicola Carlo Perrone (27. april 1935), i Bari, Italien) er en italiensk essayist, universitetsprofessor, foredragsholder og journalist. Han har været gæsteprofessor på Roskilde Universitet (siden 1991), på Handelshøjskolen i København (1992, 1993) og på Københavns Universitet (2003). Han har udgivet en snes bøger, samt et stort antal artikler i Italien, Danmark, Schweiz og USA.
Hans mest kendte bog Enrico Mattei har afsløret hemmelige dokumenter, af hvilke det er fremgået, at det var et attentat, der forårsagede ENI's bestyrelsesformands død.

## Biografi
Perrone har været professor i amerikansk historie og samtidshistorie ved Bari Universitet (siden 1977), direktør for Istituto di Storia Moderna e Contemporanea (1988-90, 1991-94) og for "European Module in Economic and Social History of European Integration" (siden 1994). Han har været gæsteprofessor i Schweiz (Lugano 1998 og 2000) og USA ("Foreign Policy Research Institute", i 1983). Vicepræsident for "Society, Science & Technology in Europe" (Louvain-la-Neuve, Belgien, 1995-96).
Som følge af sit virke for udbredelsen af amerikansk kultur, er han blevet udnævnt til æresborger i staten Nebraska.
Han er medlem af repræsentantskabet for "Federico Caffè Center" (Roskilde, siden 1995). I Italien har han været tilknyttet en række dag- og ugeblade (siden 1972) og redaktør for en række programmer i det statslige italienske radio-TV RAI. Han har været medarbejder på Monthly Review (1968-76) og Westdeutscher Rundfunk (Køln, Tyskland, 2001).
Desuden er han er redaktør på Storia in rete (siden 2005) og direktør for bogserien America (1980-84).